# X86-64
x86-64 je 64 bitna mikroprocesorska arhitektura, oblikovana v podjetju Advanced Micro Devices, kasneje preimonovana v AMD64. Prva serija, ki je podpirala 64 bitno arhitekturo, je bila družina procesorjev AMD K8. Prvič, da je podjetje pred Intelom ustvarilo dodatke za arhitekturo IA-32 ali x86 CISC. Intel je bil prisiljen slediti inovaciji in uvesti družino modificiranih procesorjev NetBurst imenovanih »IA-32e« ali »EM64T«, kasneje preimenovanih v Intel 64. 
AMD-jev projekt tako nadomesti Intelove poskuse za oblikovanje lastne razširitve x86-64, imenovane IA-32e. Kot Intel, AMD pridobi licenco za uporabo arhitekture x86 (na kateri temelji AMD x86-64). Rivalna podjetja sedaj sodelujejo pri razvoju 64-bitnih procesorjev.